# Wahlkreis Lecce (Camera dei deputati)
Der Wahlkreis Lecce war von 1993 bis 2005 und ist seit 2017 wieder ein Wahlkreis (italienisch collegio elettorale) für die Wahl der Abgeordnetenkammer.

## Von 1993 bis 2005

### Wahlkreisgebiet
Der Wahlkreis umfasste 3 Gemeinden (Lecce, San Cesario di Lecce und Surbo).

### Wahlergebnisse

#### Parlamentswahl 1994

##### Direktstimmen
| Kandidaten               | Kandidaten                  | Parteien                                          | Stimmen | %    |
| ------------------------ | --------------------------- | ------------------------------------------------- | ------- | ---- |
|                          | Adriana Poli Bortonegewählt | Polo del Buon Governo (FI – AN – CCD – UdC – PLD) | 35.131  | 48,3 |
|                          | Ennio Cillo                 | Progressisti                                      | 23.523  | 32,4 |
|                          | Ottorino Fiore              | Patto per l’Italia                                | 9.952   | 13,7 |
|                          | Giuseppe Talò               | Lista Marco Pannella – Riformatori                | 1.918   | 2,6  |
|                          | Adalberto Wojtek Pankiewicz | Rinascita Salentina                               | 1.571   | 2,2  |
|                          | Carlo Briganti              | Lega d’Azione Meridionale                         | 612     | 0,8  |
| Gesamt                   | Gesamt                      | Gesamt                                            | 72.707  | 100  |
|                          |                             |                                                   |         |      |
| Ungültige Stimmen        | Ungültige Stimmen           | Ungültige Stimmen                                 | 6.481   | 8,2  |
| Wähler                   | Wähler                      | Wähler                                            | 79.188  | 85,5 |
| Wahlberechtigte          | Wahlberechtigte             | Wahlberechtigte                                   | 92.588  |      |
|                          |                             |                                                   |         |      |
| Quelle: Innenministerium |                             |                                                   |         |      |

##### Listenstimmen
| Parteien                             | Parteien                        | Parteien                           | Stimmen | %    |
| ------------------------------------ | ------------------------------- | ---------------------------------- | ------- | ---- |
|                                      | Polo del Buon Governo           | Alleanza Nazionale                 | 28.055  | 40,2 |
|                                      | Progressisti                    | Partito Democratico della Sinistra | 12.225  | 17,5 |
| Federazione dei Verdi                | Progressisti                    | 3.157                              | 4,5     |      |
| Partito della Rifondazione Comunista | Progressisti                    | 2.850                              | 4,1     |      |
| La Rete                              | Progressisti                    | 922                                | 1,3     |      |
| Alleanza Democratica                 | Progressisti                    | 898                                | 1,3     |      |
| Partito Socialista Italiano          | Progressisti                    | 702                                | 1,0     |      |
| ↳ Gesamt                             | Progressisti                    | 20.754                             | 29,7    |      |
|                                      | Patto per l’Italia              | Partito Popolare Italiano          | 5.980   | 8,6  |
| Patto Segni                          | Patto per l’Italia              | 4.829                              | 6,9     |      |
| ↳ Gesamt                             | Patto per l’Italia              | 10.809                             | 15,5    |      |
|                                      | Lista Marco Pannella            | Lista Marco Pannella               | 4.560   | 6,5  |
|                                      | Programma Italia                | Programma Italia                   | 2.793   | 4,0  |
|                                      | Socialdemocrazia per le Libertà | Socialdemocrazia per le Libertà    | 1.062   | 1,5  |
|                                      | Rinascita Salentina             | Rinascita Salentina                | 636     | 0,9  |
|                                      | Lega d’Azione Meridionale       | Lega d’Azione Meridionale          | 523     | 0,7  |
|                                      | Alleanza Popolare               | Alleanza Popolare                  | 188     | 0,3  |
|                                      | Solidarietà e Progresso         | Solidarietà e Progresso            | 156     | 0,2  |
|                                      | Democrazia e Solidarietà        | Democrazia e Solidarietà           | 118     | 0,2  |
|                                      | Unione Popolare                 | Unione Popolare                    | 76      | 0,1  |
|                                      | Alleanza di Programma           | Alleanza di Programma              | 72      | 0,1  |
|                                      | Utopia                          | Utopia                             | 71      | 0,1  |
| Gesamt                               | Gesamt                          | Gesamt                             | 69.873  | 100  |
|                                      |                                 |                                    |         |      |
| Ungültige Stimmen                    | Ungültige Stimmen               | Ungültige Stimmen                  | 9.316   | 11,8 |
| Wähler                               | Wähler                          | Wähler                             | 79.189  | 85,5 |
| Wahlberechtigte                      | Wahlberechtigte                 | Wahlberechtigte                    | 92.588  |      |
|                                      |                                 |                                    |         |      |
| Quelle: Innenministerium             |                                 |                                    |         |      |

#### Parlamentswahl 1996

##### Direktstimmen
| Kandidaten               | Kandidaten                  | Parteien                  | Stimmen | %    |
| ------------------------ | --------------------------- | ------------------------- | ------- | ---- |
|                          | Adriana Poli Bortonegewählt | Polo per le Libertà       | 38.857  | 53,6 |
|                          | Giovanni Invitto            | L’Ulivo                   | 30.253  | 41,7 |
|                          | Giuseppe Verri              | Fiamma Tricolore          | 1.744   | 2,4  |
|                          | Addolorata Liuzzi           | Mani Pulite               | 1.279   | 1,8  |
|                          | Anna Ungaro                 | Lega d’Azione Meridionale | 424     | 0,6  |
| Gesamt                   | Gesamt                      | Gesamt                    | 72.557  | 100  |
|                          |                             |                           |         |      |
| Ungültige Stimmen        | Ungültige Stimmen           | Ungültige Stimmen         | 5.124   | 6,6  |
| Wähler                   | Wähler                      | Wähler                    | 77.681  | 82,5 |
| Wahlberechtigte          | Wahlberechtigte             | Wahlberechtigte           | 94.115  |      |
|                          |                             |                           |         |      |
| Quelle: Innenministerium |                             |                           |         |      |

##### Listenstimmen
| Parteien                                          | Parteien                             | Parteien                             | Stimmen | %    |
| ------------------------------------------------- | ------------------------------------ | ------------------------------------ | ------- | ---- |
|                                                   | Polo per le Libertà                  | Alleanza Nazionale                   | 19.388  | 27,2 |
| Forza Italia                                      | Polo per le Libertà                  | 16.257                               | 22,8    |      |
| CCD – CDU                                         | Polo per le Libertà                  | 4.679                                | 6,6     |      |
| ↳ Gesamt                                          | Polo per le Libertà                  | 40.324                               | 56,5    |      |
|                                                   | L’Ulivo                              | Partito Democratico della Sinistra   | 15.177  | 21,3 |
| Rinnovamento Italiano                             | L’Ulivo                              | 3.132                                | 4,4     |      |
| Popolari per Prodi (PPI – SVP – PRI – UD – Prodi) | L’Ulivo                              | 2.746                                | 3,8     |      |
| Federazione dei Verdi                             | L’Ulivo                              | 1.472                                | 2,1     |      |
| ↳ Gesamt                                          | L’Ulivo                              | 22.527                               | 31,6    |      |
|                                                   | Partito della Rifondazione Comunista | Partito della Rifondazione Comunista | 3.785   | 5,3  |
|                                                   | Lista Pannella – Sgarbi              | Lista Pannella – Sgarbi              | 1.602   | 2,2  |
|                                                   | Fiamma Tricolore                     | Fiamma Tricolore                     | 1.066   | 1,5  |
|                                                   | Mani Pulite                          | Mani Pulite                          | 579     | 0,8  |
|                                                   | Gruppo Indipendente Libertà          | Gruppo Indipendente Libertà          | 470     | 0,7  |
|                                                   | Lega d’Azione Meridionale            | Lega d’Azione Meridionale            | 391     | 0,5  |
|                                                   | Partito Socialista                   | Partito Socialista                   | 366     | 0,5  |
|                                                   | Ambientalisti                        | Ambientalisti                        | 232     | 0,3  |
| Gesamt                                            | Gesamt                               | Gesamt                               | 71.342  | 100  |
|                                                   |                                      |                                      |         |      |
| Ungültige Stimmen                                 | Ungültige Stimmen                    | Ungültige Stimmen                    | 6.339   | 8,2  |
| Wähler                                            | Wähler                               | Wähler                               | 77.681  | 82,5 |
| Wahlberechtigte                                   | Wahlberechtigte                      | Wahlberechtigte                      | 94.115  |      |
|                                                   |                                      |                                      |         |      |
| Quelle: Innenministerium                          |                                      |                                      |         |      |

#### Nachwahl 1999
Die Wahl fand am 27. Juni statt.
| Kandidaten                                      | Kandidaten            | Parteien            | Stimmen | %    |
| ----------------------------------------------- | --------------------- | ------------------- | ------- | ---- |
|                                                 | Cosimo Casilligewählt | L’Ulivo             | 24.054  | 54,8 |
|                                                 | Luigi Siciliano       | Polo per le Libertà | 19.832  | 45,2 |
| Gesamt                                          | Gesamt                | Gesamt              | 43.886  | 100  |
|                                                 |                       |                     |         |      |
| Ungültige Stimmen                               | Ungültige Stimmen     | Ungültige Stimmen   | 3.635   | 7,6  |
| Wähler                                          | Wähler                | Wähler              | 47.521  | 49,8 |
| Wahlberechtigte                                 | Wahlberechtigte       | Wahlberechtigte     | 95.419  |      |
|                                                 |                       |                     |         |      |
| Quellen: Camera dei deputati – Innenministerium |                       |                     |         |      |

#### Parlamentswahl 2001

##### Direktstimmen
| Kandidaten               | Kandidaten           | Parteien           | Stimmen | %    |
| ------------------------ | -------------------- | ------------------ | ------- | ---- |
|                          | Ugo Lisigewählt      | Casa delle Libertà | 35.926  | 49,5 |
|                          | Cosimo Casilli       | L’Ulivo            | 29.652  | 40,9 |
|                          | Antonio Carlà        | Democrazia Europea | 2.721   | 3,7  |
|                          | Maria Mastrogiuseppe | Lista Di Pietro    | 1.797   | 2,5  |
|                          | Sergio D’Elia        | Lista Emma Bonino  | 1.282   | 1,8  |
|                          | Marco Palmieri       | Fiamma Tricolore   | 1.198   | 1,7  |
| Gesamt                   | Gesamt               | Gesamt             | 72.576  | 100  |
|                          |                      |                    |         |      |
| Ungültige Stimmen        | Ungültige Stimmen    | Ungültige Stimmen  | 4.495   | 5,8  |
| Wähler                   | Wähler               | Wähler             | 77.071  | 80,5 |
| Wahlberechtigte          | Wahlberechtigte      | Wahlberechtigte    | 95.791  |      |
|                          |                      |                    |         |      |
| Quelle: Innenministerium |                      |                    |         |      |

##### Listenstimmen
| Parteien                       | Parteien                             | Parteien                               | Stimmen | %    |
| ------------------------------ | ------------------------------------ | -------------------------------------- | ------- | ---- |
|                                | Casa delle Libertà                   | Forza Italia                           | 17.893  | 25,3 |
| Alleanza Nazionale             | Casa delle Libertà                   | 16.178                                 | 22,9    |      |
| CCD – CDU                      | Casa delle Libertà                   | 1.834                                  | 2,6     |      |
| Nuovo PSI                      | Casa delle Libertà                   | 461                                    | 0,7     |      |
| ↳ Gesamt                       | Casa delle Libertà                   | 36.366                                 | 51,4    |      |
|                                | L’Ulivo                              | La Margherita (Dem – PPI – RI – Udeur) | 11.698  | 16,5 |
| Democratici di Sinistra        | L’Ulivo                              | 8.396                                  | 11,9    |      |
| Il Girasole (FdV – SDI)        | L’Ulivo                              | 1.822                                  | 2,6     |      |
| Partito dei Comunisti Italiani | L’Ulivo                              | 748                                    | 1,1     |      |
| ↳ Gesamt                       | L’Ulivo                              | 22.664                                 | 32,1    |      |
|                                | Lista Di Pietro                      | Lista Di Pietro                        | 3.698   | 5,2  |
|                                | Partito della Rifondazione Comunista | Partito della Rifondazione Comunista   | 2.491   | 3,5  |
|                                | Lista Emma Bonino                    | Lista Emma Bonino                      | 1.909   | 2,7  |
|                                | Democrazia Europea                   | Democrazia Europea                     | 1.656   | 2,3  |
|                                | Fiamma Tricolore                     | Fiamma Tricolore                       | 1.194   | 1,7  |
|                                | Abolizione Scorporo                  | Abolizione Scorporo                    | 383     | 0,5  |
|                                | Lega d’Azione Meridionale            | Lega d’Azione Meridionale              | 178     | 0,3  |
|                                | Paese Nuovo                          | Paese Nuovo                            | 155     | 0,2  |
| Gesamt                         | Gesamt                               | Gesamt                                 | 70.694  | 100  |
|                                |                                      |                                        |         |      |
| Ungültige Stimmen              | Ungültige Stimmen                    | Ungültige Stimmen                      | 6.324   | 8,2  |
| Wähler                         | Wähler                               | Wähler                                 | 77.018  | 80,4 |
| Wahlberechtigte                | Wahlberechtigte                      | Wahlberechtigte                        | 95.791  |      |
|                                |                                      |                                        |         |      |
| Quelle: Innenministerium       |                                      |                                        |         |      |

## Von 2017 bis 2020

### Wahlkreisgebiet
Der Wahlkreis umfasste Gemeinden: 

### Wahlergebnisse

#### Parlamentswahl 2018
| Kandidaten               | Kandidaten             | Stimmen | %    | Listen                              | Stimmen | %    |
| ------------------------ | ---------------------- | ------- | ---- | ----------------------------------- | ------- | ---- |
|                          | Michele Nittigewählt   | 57.953  | 40,1 | Movimento 5 Stelle                  | 57.953  | 40,1 |
|                          | Saverio Congedo        | 48.373  | 33,4 | Forza Italia                        | 22.397  | 15,5 |
| Lega                     | Saverio Congedo        | 48.373  | 33,4 | 10.404                              | 7,2     |      |
| Fratelli d’Italia        | Saverio Congedo        | 48.373  | 33,4 | 8.865                               | 6,1     |      |
| Noi con l’Italia – UDC   | Saverio Congedo        | 48.373  | 33,4 | 6.707                               | 4,6     |      |
|                          | Salvatore Capone       | 25.699  | 17,8 | Partito Democratico                 | 21.016  | 14,5 |
| +Europa                  | Salvatore Capone       | 25.699  | 17,8 | 3.085                               | 2,1     |      |
| Italia Europa Insieme    | Salvatore Capone       | 25.699  | 17,8 | 1.211                               | 0,8     |      |
| Civica Popolare          | Salvatore Capone       | 25.699  | 17,8 | 387                                 | 0,3     |      |
|                          | Alberto Colucci        | 6.305   | 4,4  | Liberi e Uguali                     | 6.305   | 4,4  |
|                          | Serena Grasso          | 2.187   | 1,5  | CasaPound Italia                    | 2.187   | 1,5  |
|                          | Favio De Nardis        | 2.104   | 1,5  | Potere al Popolo!                   | 2.104   | 1,5  |
|                          | Francesco Trinchera    | 631     | 0,4  | Partito Comunista                   | 631     | 0,4  |
|                          | Carlo Barbano          | 624     | 0,4  | Il Popolo della Famiglia            | 624     | 0,4  |
|                          | Donatella Parata       | 350     | 0,2  | Italia agli Italiani (FT – FN)      | 350     | 0,2  |
|                          | Francesca Cortese      | 188     | 0,1  | 10 Volte Meglio                     | 188     | 0,1  |
|                          | Ennio Maria Carrozzini | 183     | 0,1  | Partito Valore Umano                | 183     | 0,1  |
|                          | Antonio De Santis      | 98      | 0,1  | Partito Repubblicano Italiano – ALA | 98      | 0,1  |
| Gesamt                   | Gesamt                 | 144.695 | 100  |                                     | 144.695 | 100  |
|                          |                        |         |      |                                     |         |      |
| Ungültige Stimmen        | Ungültige Stimmen      | 5.416   | 3,6  |                                     |         |      |
| Wähler                   | Wähler                 | 150.111 | 70,2 |                                     |         |      |
| Wahlberechtigte          | Wahlberechtigte        | 213.948 |      |                                     |         |      |
|                          |                        |         |      |                                     |         |      |
| Quelle: Innenministerium |                        |         |      |                                     |         |      |

## Seit 2020

### Wahlkreisgebiet
| Wahlkreise – Camera dei deputati – Apulien | Wahlkreise – Camera dei deputati – Apulien   | Wahlkreise – Camera dei deputati – Apulien                         |
| Provinz                                    | Provinz                                      | Gemeinden nach Provinzen ⮞ Wahlkreis                               |
| ------------------------------------------ | -------------------------------------------- | ------------------------------------------------------------------ |
|                                            | Metropolitanstadt Bari (41 Gemeinden)        | 9 ⮞ Wahlkreis Bari 17 ⮞ Wahlkreis Molfetta 15 ⮞ Wahlkreis Altamura |
|                                            | Provinz Barletta-Andria-Trani (10 Gemeinden) | 7 ⮞ Wahlkreis Andria 3 ⮞ Wahlkreis Cerignola                       |
|                                            | Provinz Brindisi (20 Gemeinden)              | alle ⮞ Wahlkreis Brindisi                                          |
|                                            | Provinz Foggia (61 Gemeinden)                | 39 ⮞ Wahlkreis Foggia 22 ⮞ Wahlkreis Cerignola                     |
|                                            | Provinz Lecce (96 Gemeinden)                 | 30 ⮞ Wahlkreis Lecce 66 ⮞ Wahlkreis Galatina                       |
|                                            | Provinz Tarent (29 Gemeinden)                | 22 ⮞ Wahlkreis Tarent 7 ⮞ Wahlkreis Altamura                       |

Der Wahlkreis umfasst 30 Gemeinden der Provinz Lecce.

### Wahlergebnisse

#### Parlamentswahl 2022
| Kandidaten                          | Kandidaten              | Stimmen | %    | Listen                                                  | Stimmen | %    |
| ----------------------------------- | ----------------------- | ------- | ---- | ------------------------------------------------------- | ------- | ---- |
|                                     | Saverio Congedogewählt  | 76.326  | 43,4 | Fratelli d’Italia                                       | 47.173  | 26,8 |
| Forza Italia                        | Saverio Congedogewählt  | 76.326  | 43,4 | 15.433                                                  | 8,8     |      |
| Lega per Salvini Premier            | Saverio Congedogewählt  | 76.326  | 43,4 | 12.715                                                  | 7,2     |      |
| Noi Moderati                        | Saverio Congedogewählt  | 76.326  | 43,4 | 1.005                                                   | 0,6     |      |
|                                     | Sebastiano Giuseppe Leo | 45.221  | 25,7 | Partito Democratico – Italia Democratica e Progressista | 34.054  | 19,3 |
| Alleanza Verdi e Sinistra           | Sebastiano Giuseppe Leo | 45.221  | 25,7 | 6.348                                                   | 3,6     |      |
| +Europa                             | Sebastiano Giuseppe Leo | 45.221  | 25,7 | 3.468                                                   | 2,0     |      |
| Impegno Civico – Centro Democratico | Sebastiano Giuseppe Leo | 45.221  | 25,7 | 1.351                                                   | 0,8     |      |
|                                     | Francesco Mandoi        | 38.718  | 22,0 | Movimento 5 Stelle                                      | 38.718  | 22,0 |
|                                     | Maria Soave Alemanno    | 8.517   | 4,8  | Azione – Italia Viva                                    | 8.517   | 4,8  |
|                                     | Marianna Lentini        | 2.871   | 1,6  | Unione Popolare                                         | 2.871   | 1,6  |
|                                     | Minotta Morelli         | 2.575   | 1,5  | Italexit per l’Italia                                   | 2.575   | 1,5  |
|                                     | Giovanna Coricciati     | 1.826   | 1,0  | Italia Sovrana e Popolare                               | 1.826   | 1,0  |
| Gesamt                              | Gesamt                  | 176.054 | 100  |                                                         | 176.054 | 100  |
|                                     |                         |         |      |                                                         |         |      |
| Ungültige Stimmen                   | Ungültige Stimmen       | 9.180   | 5,0  |                                                         |         |      |
| Wähler                              | Wähler                  | 185.234 | 59,3 |                                                         |         |      |
| Wahlberechtigte                     | Wahlberechtigte         | 312.462 |      |                                                         |         |      |
|                                     |                         |         |      |                                                         |         |      |
| Quelle: Innenministerium            |                         |         |      |                                                         |         |      |